# Карасьов Денис Анатолійович
Дени́с Анатóлійович Карасьóв (рос. Денис Анатольевич Карасёв; 1 серпня 1963 — 12 січня 2021) — радянський і російський актор театру і кіно.

## Біографія
Народився 1 серпня 1963 року в Іркутській області, а потім його батьки переїхали до естонського містечка Сілламяе. Денис Карасьов від природи мав відмінний слух, тому батьки віддали його до дитячої музичної школи.
З дитинства активно займався спортом, зокрема легкою атлетикою та плаванням.
Після школи юнак вирушив до Ленінграда, де вступив до будівельного вишу та навіть провчився цілий курс, але він мріяв стати актором. 1981 року він зумів вступити до ГИТИС до майстерні Андрія Гончарова. На паралельному потоці з ним навчались Дмитро Пєвцов, Анатолій Лобоцький і Ольга Прокоф'єва.
Здобувши освіту, від 1985 року став актором театру імені Маяковського. Потім була служба в армії, після чого Марк Захаров запросив його до «Ленкома», де він працював до 1997 року, також брав участь в антрепризах.
У кіно почав зніматись від 1989 року. Першу помітну роль зіграв у фільмі «Катька і Шиз» (1992). У кінематографі зіграв понад 50 ролей.
Завдяки фактурі (зріст майже 2 метри, розвинута пластика, «вбивчий» погляд) актора нерідко запрошували на ролі холоднокровних убивць або месників-одинаків.
Від 2004 року випробовував себе як режисер. Він поставив антрепризний спектакль «Білі одежі» за повістю Маркіза де Сада.
Помер 12 січня 2021 року в Москві, у власній квартирі у 57-річному віці через гостру серцеву недостатність.

## Приватне життя
Понад 30 років перебував у шлюбі з акторкою Кариною Золотовою, яка закінчила Щукінський театральний інститут і знялась у 5 фільмах. Від їхнього шлюбу народився син, Данило.

## Ролі в театрі
Театр імені Маяковського
- «Не про солов'їв» — Босс Вален
- «Чума на обидва ваші доми!» — Джорджі
- «Собачий вальс» — Карл Тіле

Театр «Ленком»
- «Тіль» — Тіль
- «Зірка і смерть Хоакіна Мур'єтти» — Смерть
- ««Юнона» та «Авось»»
- «Мудрець» — Голутвін
- «Поминальна молитва»
- «Жорстокі ігри» — Кай Леонідов
- «Королівські ігри» — Кромвель

Антреприза
- «Таємниця англійського пансіона» (режисура В. Соломіна, за п'єсою Агати Крісті «Мишоловка»)[4] — Паравічіні
- «Брати Карамазови. Завтра суд» — Іван Карамазов

## Фільмографія
- 1989 — Інший (короткометражний)
- 1990 — Російська рулетка — Стас
- 1991 — Мігранти — Мишко, приятель Павла
- 1991 — Московська любов — Вадим, друг Сергія
- 1991 — Чужа гра — Михайло Болоцький
- 1992 — Катька і Шиз — Олег Седицький, «Шиз»
- 1993 — Антифауст
- 1993 — Секретний ешелон — Святослав
- 1994 — Німий свідок — псевдоміліціонер
- 1994 — Шамара
- 1995 — Мещерські — Віталій Мещерський, кузен Соні
- 1995 — Репортаж — Кошкін
- 1998 — Стрингер — Олег
- 2000 — Медики — водій
- 2000 — Редакція — Горелов
- 2001 — Далекобійники — Алік (серія «Льоха»)
- 2001 — Медики — водій
- 2001 — Саломія — дінщик
- 2001 — Я — лялька — Анатолій
- 2002 — Кріт 2 — Альберт Платонов, директор іподрому
- 2002 — Марш Турецького 3 — водій повпреда (серія «Куля для повпреда»)
- 2002 — Чоловіча робота 2 — командир бойовиків
- 2002 — Черемушки
- 2002 — Чума на обидва ваші доми! (телеспектакль) — Джорджі
- 2002 — Шум вітру
- 2003 — Каменська 3 — Сергій Львович Гуланов, він же «Аякс» (серія «Ілюзія гріха»)
- 2004 — Виклик — Андрій Коломієць
- 2004 — Сліпий — майор Коптєв
- 2005 — Банкірки — Володимир
- 2005 — Богиня прайм-тайму — Бахрушин
- 2005 — Мотузка з піску — Василь
- 2005 — Дві долі 2: Блакитна кров — капітан міліції
- 2005 — Зірка доби — льотчик Блінов
- 2005 — Найгарніша — конвоїр на зоні
- 2005 — Людина війни — Петро Котельников
- 2006 — У колі першому — Щагов
- 2006 — Острог. Справа Федора Сеченова — Олександр Вікторович Каштанов
- 2006 — Остання сповідь — поліцай Платон
- 2006 — Сволота
- 2007 — Приватне замовлення — Удав
- 2008 — Спадкоємці — Георгій Трофимов
- 2008 — Адмірал — Арбатський
- 2008 — Не зрікаються кохаючи… — Дмитро
- 2008 — Русичі — Нікандр
- 2009 — Розжалуваний — комбат
- 2009 — Північний вітер — Григорій Пронін
- 2009 — Хіромант 2 — бандит Валера
- 2009 — Хазяйка тайги — Сергійович, полковник (фільм «Останній кордон»)
- 2010 — Ми з майбутнього 2 — старший лейтенант Місюряєв
- 2011 — Літо вовків — Прокоп Олексійович Крот, коваль
- 2014 — Суддя — Сергій Петрович Зайцев, «Зюзя», господар приморського міста
- 2019 — Зелений фургон. Зовсім інша історія — Петро Михайлович, «Крьост»
- 2019 — Легенда Феррарі — Максим Горький
- 2020 — Скліфосовський (8 сезон) — Нікіфоров
- 2021 — Один день Івана Денисовича — полковник Борщов